# Ванслов, Виктор Владимирович
Ви́ктор Влади́мирович Ва́нслов (16 мая 1923, Вятка — 4 июля 2019) — советский и российский искусствовед, педагог и мемуарист, музыковед, балетовед, критик.
Доктор искусствоведения (1965), профессор (1973), Заслуженный деятель искусств РСФСР (1984). Действительный член АХ СССР (1988) и член Президиума (с 1998) Российской академии художеств (РАХ).

## Биография
Родился в городе Вятке (ныне Киров), в семье педагогов. С 1933 по 1939 годы жил с родителями в Калинине, учился в общеобразовательной и музыкальной школах, посещал детскую студию изобразительного искусства.
В 1939 году переехал в Москву и поступил на теоретико-композиторское отделение музыкального училища при Московской консерватории, которое окончил в конце 1940 года, был принят на историко-теоретический факультет Московской консерватории. В эвакуации окончил литературный факультет Барнаульского педагогического института (1944), затем с отличием окончил консерваторию в 1948 году. В 1946—1947 годах учился в аспирантуре Института философии АН СССР в секторе эстетики, в 1950 году защитил кандидатскую диссертацию «Музыка как отражение действительности».
В 1947—1948 годах Ванслов преподавал теоретические дисциплины в музыкальном училище при Московской консерватории. В 1948—1950 годах был старшим редактором книжной редакции издательства «Музгиз», в 1950—1958 годах — младшим, затем старшим научным сотрудником сектора эстетики Института философии АН СССР. В 1955—1957 годах по совместительству преподавал эстетику в Московской консерватории. В 1958—1963 годах работал лектором по эстетике, критиком в области музыкального театра и театрально-декорационного искусства во Всероссийском театральном обществе.
С 1963 года трудится в Научно-исследовательском институте теории и истории изобразительных искусств Академии художеств. Доктор искусствоведения (1964, диссертация «Синтез искусств в оперном спектакле»). В 1963—1973 годах — заведующий отделом теории, в 1973—1988 годах — заместитель директора по науке, с 1988 по 2013 год — директор.
В 1951 году был принят в Союз композиторов СССР, в 1961 году — во Всероссийское театральное общество, в 1965 году в Союз художников СССР. Действительный член Международной академии культуры и искусства, академик Независимой академии эстетики и свободных искусств, член Союза композиторов России, Союза художников России и Союза театральных деятелей Российской Федерации.
Из воспоминаний В. П. Шестакова: «Ванслова я знал многие годы. Сначала он был музыковедом и написал диссертацию об интонационной природе музыки. Но там произошли какие-то неприятности с рукописями Асафьева, и Ванслов вынужден был уйти из консерватории. Писал он о чем угодно — от романтизма до социалистического реализма. Одно время он подвизался в Институте философии, но и здесь его ждали неприятности. Он был осужден на несколько лет по статье о совращении малолетнего мальчика в общественной бане. Помню, как жена Ванслова ходила с письмом, ходатайстовавшем о смягчении наказания своему сексуально нестандартному мужу».
1 марта 2014 года подписал обращение деятелей культуры России в поддержку политики Президента РФ В. В. Путина на Украине и в Крыму.
Умер в 2019 году. Урна с прахом захоронена в колумбарии на Ваганьковском кладбище.

## Награды и премии
- Орден «За заслуги перед Отечеством» IV степени (31 августа 1998 года) — за заслуги перед государством, большой вклад в укрепление дружбы и сотрудничества между народами, многолетнюю плодотворную деятельность в области культуры и искусства[5].
- Орден Дружбы народов (26 июля 1993 года) — за большие заслуги в развитии отечественной культуры и искусства[6].
- Заслуженный деятель искусств РСФСР (1984).
- Благодарность Президента Российской Федерации (17 ноября 2008 года) — за большой вклад в развитие отечественной культуры и искусства, многолетнюю творческую деятельность[7].
- Премия Правительства Российской Федерации в области культуры (14 декабря 2006 года) — за многолетнюю творческую работу по сохранению и развитию традиций отечественного хореографического искусства[8].
- Благодарность Министра культуры и массовых коммуникаций Российской Федерации (6 июля 2006 года) — за активную и многолетнюю плодотворную работу по пропаганде отечественного хореографического искусства и в связи с 25-летием основания автономной некоммерческой организации "Редакция журнала «Балет»[9].
- Золотые медали Академии художеств (1971, 2005).
- Медаль «За заслуги перед Академией художеств» (2007).
- Премия Центрального административного округа России в области искусствоведения (2008).
- Диплом «Doctor gonoris qausa» Академии искусств Пловдива (Болгария, 2009).
- Диплом Международного фонда «Культурное достояние» «За выдающийся вклад в сохранение культурного наследия России» (2011).
- Диплом «Имя в науке» Сократовского общества Великобритании (2011).
- Премия правительства города Москвы в области литературы и искусства (2011).